# Euphorbia gaumeri
Euphorbia gaumeri es una especie fanerógama perteneciente a la familia Euphorbiaceae. Es originaria de México en Yucatán.

## Taxonomía
Euphorbia gaumeri fue descrita por Charles Frederick Millspaugh y publicado en Publications of the Field Columbian Museum, Botanical Series 1(4): 372. 1898.
Etimología
Euphorbia: nombre genérico que deriva del médico griego del rey Juba II de Mauritania (52 a 50 a. C. - 23), Euphorbus, en su honor – o en alusión a su gran vientre –  ya que usaba médicamente Euphorbia resinifera. En 1753 Carlos Linneo asignó el nombre a todo el género.
gaumeri: epíteto otorgado en honor del zoólogo estadounidense; George Franklin Gaumer (1850 - 1929), quien residió gran parte de su vida en México recolectando plantas y aves de aquella región.
Sinonimia
- Aklema gaumeri (Millsp.) Millsp.[4][5]